# Железнодорожный транспорт в ЮАР

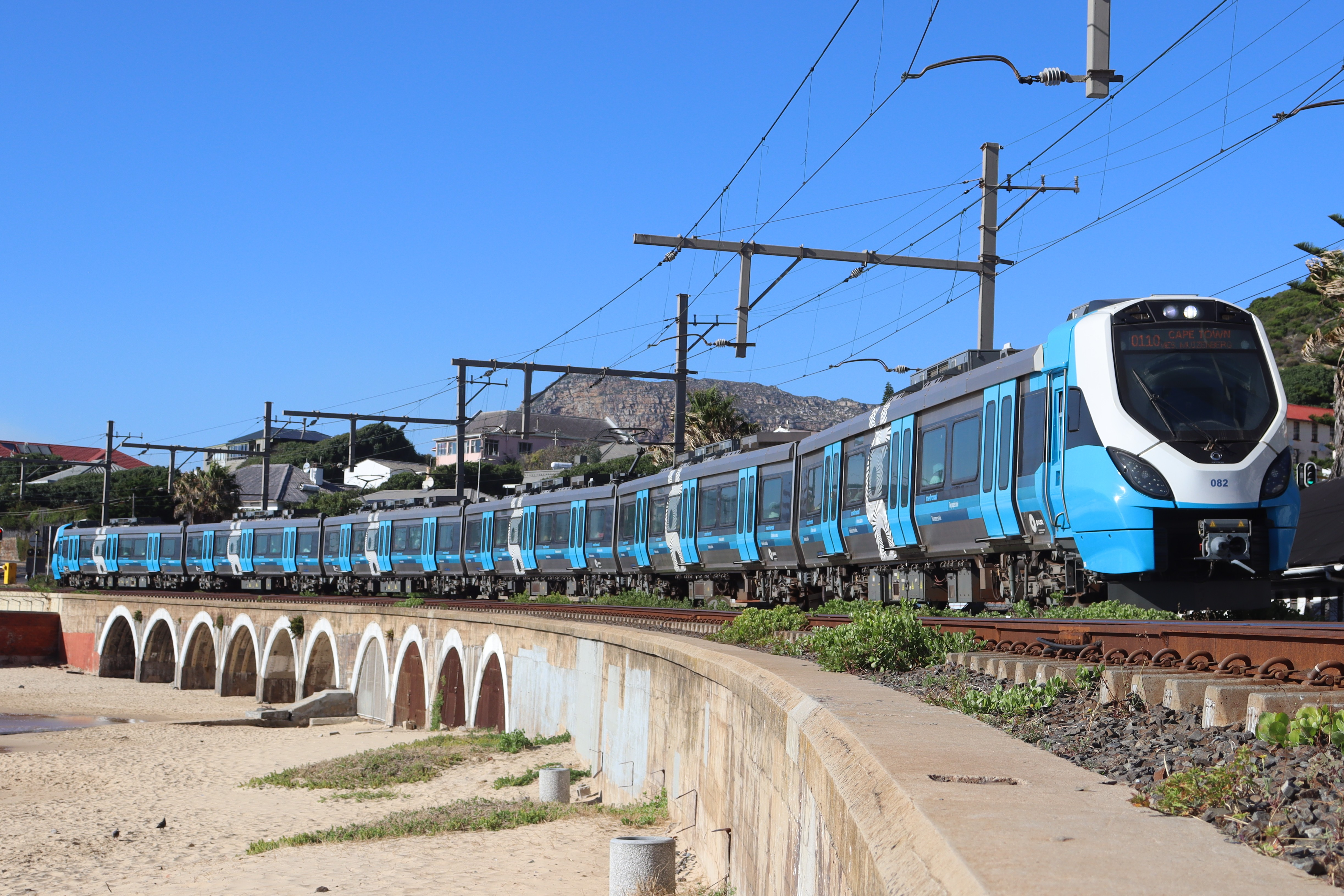
Поезд метро возле Кейптауна

Железнодорожный транспорт ЮАР — сеть железных дорог в ЮАР, играющая важную роль в транспортной инфраструктуре страны. Являются наиболее развитыми железными дорогами в Африке. Все крупные города подключены к железнодорожной сети. Железнодорожные дороги находятся в государственной собственности.

## История
Первая линия длиной 3,2 км, соединяющая Дурбан с портом, была открыта 26 июня 1860 года. Линию Кейптаун — Веллингтон начали строить в 1859 году, но из-за задержек первая часть линии была открыта 13 февраля 1862 года. Строительство в других провинциях страны было начато позже и окончательно завершено к 1910 году.
Железная дорога Калбаскрал — Муррисбург — Пикетберг — Фридендал — Биттерфонтейн, недалеко от Атлантического побережья, к монацитовому руднику в Биттерфонштейне, строилась с 1887 по 1927 год. На участке Канонкоп (Kanonkop) — Абботсдейл дорога впоследствии была перенесена ближе к Малмсбери из-за его хозяйственного значения. У города Люцвилл её пересекла построенная в 1976 году железная дорога Динглтон — Салданья для перевозки железной руды месторождения Сайшен.

## Характеристика сети
Протяженность железнодорожной сети составляет 20,986 км (2014), капская ширина колеи — 1067 мм, хотя имеются и линии с более узкой колеёй 610 мм. Масса одного погонного метра рельса, уложенного в путь 30; 48; 57; 60 кг, применяются железные и железобетонные шпалы. Практически вся сеть однопутная. Основными грузами являются: уголь, минеральное сырьё, металлические руды, продукция машиностроения, сельскохозяйственная продукция.

## Железнодорожные связи со смежными странами
- Лесото — Да — одинаковая ширина колеи 1067 мм. Всей дорогой владеет и управляет ЮАР.
- Мозамбик — Да, но закрыто на реконструкцию.